# Nikolaikirche (Papenburg)

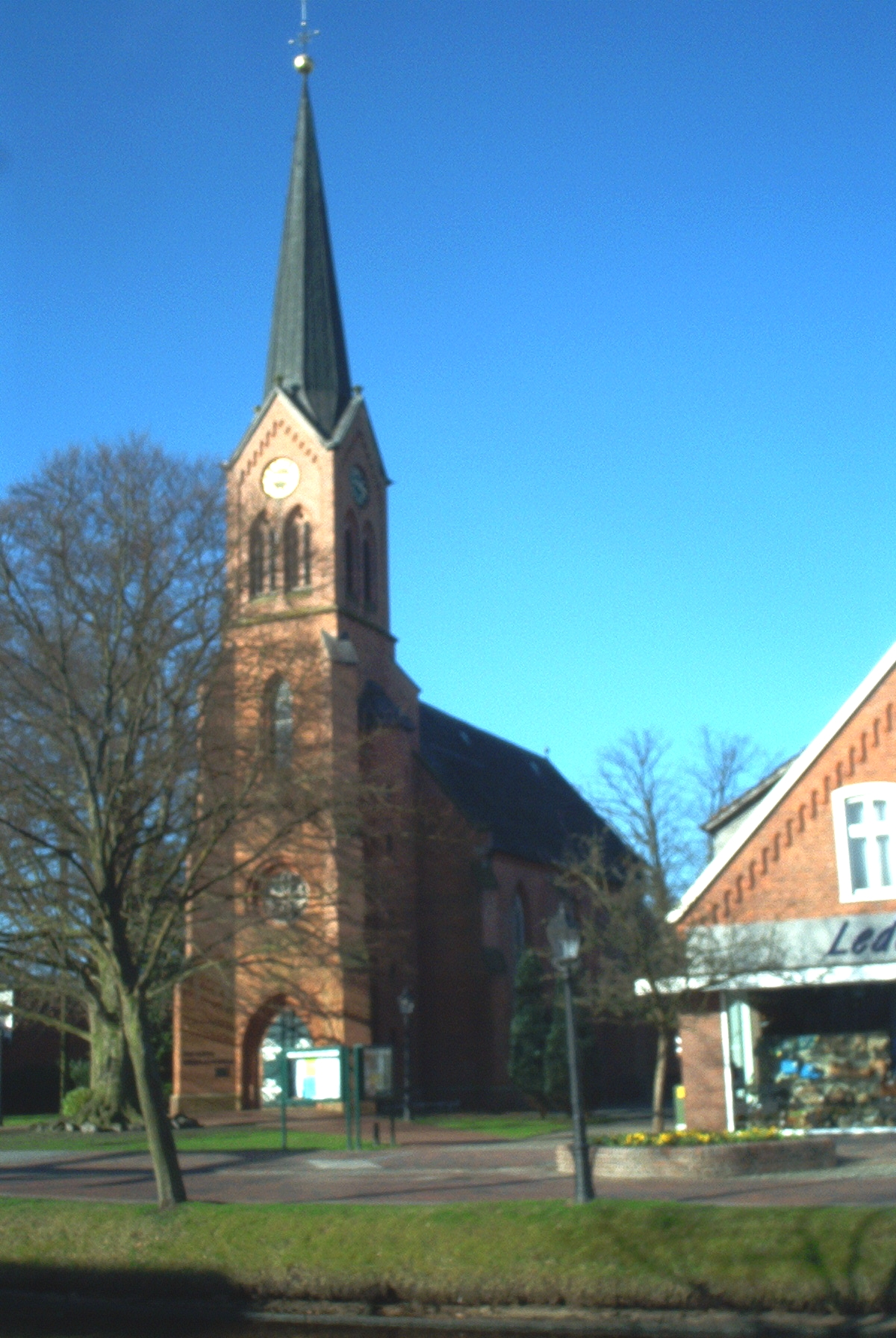
Nikolaikirche Papenburg

Die Nikolaikirche ist ein evangelisches Kirchengebäude in Papenburg.

## Geschichte
Als Grundstück für den Kirchenbau wurde 1868 ein Teil eines ehemaligen Werftgeländes vom Schiffbauer Lambert Röttgers für 10.000 Taler erworben. Die Einweihung der im neugotischen Stil vom Landesbaumeister Wellenkamp, Osnabrück, entworfenen und nach 18 Monaten fertiggestellten Kirche mit einer Turmhöhe von 39 m fand am 23. Februar 1870 statt. Zwei Jahre später wurde eine Orgel mit 11 Registern eingebaut. Der Turm wurde 1873 um eine Turmuhr erweitert.
Nach Erweiterungsplänen für die Empore von 1885 und deren Umsetzung wurde der Anstrich des Kirchenschiffes 1894 fertiggestellt. Aus einer Stiftung (Hunstock) wurden 1899 die farbigen Fenster angeschafft und im Altarraum eingebaut. Sie stellen Petrus, Jesus und Paulus dar. Zur gleichen Zeit kamen die Standleuchter (Kandelaber) hinzu.
Die Anbringung einer Gedenktafel, ursprünglich an der Südwand, sollte ab 1926 an die Gefallenen des Ersten Weltkrieges erinnern. Diese Tafel wurde 1969 im Eingangsbereich in der Nähe des Glockenaufzuges aufgehängt. Durch den Einbau einer Zentralheizung wurde 1933 der Ofen ersetzt. Die Erneuerung der Fenster im Südbereich wurde 1936/1937 erforderlich.
Während der ersten Renovierungsarbeiten wurden 1956 auch die Fenster in nördlichen Bereich ausgewechselt. Eine neue Turmuhr wurde 1960 eingebaut (Ed. Korfhage & Söhne, Buer, Bez. Osnabrück). Am Eingang außen links wurde eine Bronzetafel angebracht. Die darauf zu lesende Inschrift („Diese Kirche ist ein Denkmal evangelischer Bruderliebe“) war ursprünglich Teil der Innenausmalung; in großen Buchstaben war sie auf den Bogen vor dem Altarraum aufgemalt.
Die neue Orgel mit nunmehr 14 Registern (Emil Hammer Orgelbau) wurde 1965 eingeweiht. Im Herbst 1969 wurden weitere Renovierungs- und Erneuerungsarbeiten ausgeführt. Eine Sakristei und ein Heizungsraum wurden angebaut. Dabei erfolgte eine Umstellung auf Ölheizung. Der Altarraum wurde neu gestaltet, die Empore abgesenkt und ein neuer Treppenaufgang wurde erforderlich. Die Empore war bis dahin nur über den Aufgang im Glockenturm zu erreichen. Die Kirchenbänke und der Fußboden wurden erneuert.
Am 2. März 1980 beschloss die Gemeinde mehrheitlich die Namensänderung ihres Gotteshauses von „Kirche am Hauptkanal“ in „Nikolaikirche“.
Eine Sanierung mehrerer Teilbereiche wurde 1994/1995 unumgänglich. Die Dachkonstruktion musste stabilisiert werden, Risse in den Gewölben mussten beseitigt werden, die Bleiverglasung musste erneuert und die Heizluft-Führung verlegt werden. Eine komplette farbliche Neugestaltung fand statt. Als bei diesen Arbeiten die alten Farbschichten entfernt wurden, entdeckte man in der Kuppel des Altarraumes Kunstmalerei aus dem Jahr 1894 in der Form einer Sonne. Diese Darstellung wurde freigelegt und restauriert. Die aus der St. Katharinen-Kirche in Osnabrück stammenden Kirchenbänke, die der Nikolaikirche 1994 geschenkt wurden, erhielten ebenfalls einen neuen Anstrich. Zum Abschluss der umfangreichen Renovierungen wurde der Altarraum 1997/1998 erneut umgestaltet. Die Einweihung fand am 3. Advent 1997 statt.
Siegfried Zimmermann (1927–2012) aus Marienwerder/Hannover entwarf den neuen roten Backsteinaltar mit seiner oben abschließenden tonnenschweren Sandsteinplatte. Entsprechend wurde auch der Entwurf der Kanzel ausgeführt. Die Christus-Gruppe aus Bronze hinter dem Altar ist ebenfalls ein Werk Zimmermanns. Nach den Vorstellungen des Künstlers wurde hier die Auferstehung (Nägel an Händen und Füßen sind bereits entfernt) und das Erschrecken der Gemeinde darüber dargestellt. Beobachter können aber auch einen Jesus sehen, der die Gemeinde segnet.
Der an der Stirnseite der Kanzel angebrachte Holzbalken, über 100 Jahre alt, wurde auf einer Tenne gefunden. Die dargestellten eingeschnitzten Samenkörner beziehen sich auf eine Passage des biblischen Buches des Predigers (Koh 11,6 ). Im Zuge der Arbeiten im Chorraum wurden auch die beiden Kronleuchter in Hildesheim restauriert.
Die Sakristei wurde 2014 einer gründlichen Renovierung unterzogen. Sie wurde um 1/3 der ursprünglichen Größe erweitert. Eine zeitgemäße elektrische Anlage wurde eingebaut.
Mehr als 100.000 Euro kostete die Renovierung und Erweiterung der Hammer-Orgel. Die Arbeiten wurden 2015 von der Erbauerfirma durch Orgelbaumeister Georg Schloetmann durchgeführt. Den vorhandenen 14 Registern wurden im Hauptwerk zwei Register und im Pedal drei Register zugefügt. Durch eine tiefgreifende Intonationsarbeit sind nun die klanglichen Nuancen und Möglichkeiten deutlich gewachsen. Die Orgel besitzt nun ungefähr 1000 Pfeifen. Später erhielt das Gehäuse eine neue, helle Fassung. Die ursprüngliche Disposition lautete:
| I Hauptwerk C–g3 |              |       |
| 1.               | Principal    | 8′    |
| 2.               | Rohrflöte    | 8′    |
| 3.               | Octave       | 4′    |
| 4.               | Gedackt      | 4′    |
| 5.               | Waldflöte    | 2′    |
| 6.               | Mixtur III–V | 1 ⁄3′ |

| II Brustwerk C–g3 |            |    |
| 7.                | Gedackt    | 8′ |
| 8.                | Blockflöte | 4′ |
| 9.                | Principal  | 2′ |
| 10.               | Cymbel II  |    |
| 11.               | Regal      | 8′ |
|                   | Tremulant  |    |

| Pedal C–f1 |            |     |
| 12.        | Subbaß     | 16′ |
| 13.        | Kornett II |     |
| 14.        | Trompete   | 8′  |

- Koppeln:  II/I, I/P, II/I

## Glocken
Das Geläut bestand ursprünglich aus zwei Glocken. 1917 wurde die größere der zwei Bronzeglocken für Kriegszwecke beschlagnahmt.
1923 bestellte der damalige Pastor Ocker nach einem dramatischen Wettlauf mit der Inflation zwei neue Stahlglocken für 1.143.000 Mark, die am 23. März 1924 geweiht und installiert wurden. Die verbliebene kleine Bronzeglocke wurde zur Finanzierung der neuen Stahlglocken verkauft. Auf Inschriften wurde wegen Geldmangels verzichtet.
1959 stiftete die lutherische Gemeinde anlässlich des 100-jährigen Bestehens eine neue Bronzeglocke. Sie wurde am 23. Oktober 1959 geweiht. Bei der Feier zum 150-jährigen Bestehen der Gemeinde 2009 wurden zwei weitere Bronzeglocken geweiht. Die Stahlglocken wiesen tiefe Rostlöcher auf und mussten ausgetauscht werden. Für die Glocken und die Bauarbeiten mussten etwa 65000 € aufgebracht werden. Den größten Teil des Geldes stellte der Förderverein Nikolaikirche Papenburg e.V. zur Verfügung.
- Glocke (1) (Moll-Oktav) Ton ges′+6/10 861 kg 1104 mm Durchm. Inschrift: „Bittet, so wird euch gegeben“ 2009 Bachert Karlsruhe
- Glocke (2) (Moll-Oktav) Ton b′ +4/10 539 kg 915 mm Durchm. Inschrift: „Lasset die Kinder zu mir kommen“ 2009 Bachert Karlsruhe
- Glocke (3) (Moll-Oktav) Ton des″+6/10 233,5 kg 739 mm Durchm. Inschrift: „Er ist unser Friede“ 1959 Gebr. Rinker, Sinn/Dillkreis